# Хэ Пинпин
Хэ Пинпи́н (кит. упр. 何平平, пиньинь Hé Píngpíng; 13 июля 1988, Внутренняя Монголия — 13 марта 2010, Рим) — китайский гражданин, бывший самым низкорослым человеком в мире, способным самостоятельно передвигаться.
Хэ Пинпин умер на 22 году жизни от острой сердечной недостаточности, находясь на тот момент в Италии, куда самый миниатюрный житель Китая приехал для участия в съёмках популярной телепередачи. Хэ Пинпин был признан самым маленьким человеком на Земле в марте 2008 года.
Согласно одной из версий, Хэ Пинпин, уроженец китайского автономного района Внутренняя Монголия, страдал карликовостью — болезнью, обычно вызывающейся поражением желёз внутренней секреции и характеризующейся ненормально низким ростом: в среднем, для мужчин менее 130 сантиметров, для женщин менее 120 сантиметров. По другой версии — низкий рост китайца был вызван специфической мутацией в генах. Его рост составлял чуть более 74 сантиметров.